# Lenguas nilóticas
Las lenguas nilóticas son un grupo de lenguas sudánicas orientales que constituyen una unidad filogenética, habladas por varios pueblos nilóticos a lo largo de una extensa área entre Sudán del Sur y Tanzania. La mayoría de los pueblos nilóticos son culturas tradicionales basadas ampliamente en la ganadería.

## Clasificación
Las lenguas nilóticas se subsdividen en tres grupos:
- Paranilótico (Nilótico oriental-meridional o Nilo-camita):
  - Nilótico oriental:
    - Bari: Bari
    - Lotuxo-Maa: Lotuho, maasái
    - Teso-Turkana: teso, turkana, Karamojong, Toposa

  - Nilótico meridional:
    - Kalenjin: Päkot, Nandi, Markweta
    - Tatoga: datooga, Omotik
- Nilótico occidental como el dinka y el luo
  - Lwoo septentrional: Anywa, Päri, Shilluk
  - Lwoo meridional: Lango, Acholi
  - Dinka-Nuer: Dinka, Nuer

Antes de la clasificación de Joseph Greenberg de las lenguas africanas el término "nilótico" se refería sólo a lo que hoy en día se denomina "nilótico occidental" estando los otros grupos clasificados dentro de las "lenguas nilo-camíticas". De hecho, existen interesantes diferencias entre estas lenguas. Por lo que respecta a las formas pronominales la diferencia entre la rama occidental y las otras dos es especialmente notoria: las ramas meridional y oriental tienen formas especiales en la inflexión de persona que no aparecen en la rama occidental. Otro punto en que difieren es el orden básico (VSO predominante en el grupo oriental y meridional; y SVO en el grupo occidental).

## Descripción lingüística
Aunque las lenguas nilóticas son vistas como una unidad filogenética, existen notorias diferencias entre las diferentes ramas. En el caso de las marcas pronominales la diferencia entre la rama nilótica occidental (previamente llamada simplemente "nilótico") y la rama nilótica oriental y meridional (previamente llamada "nilo-hamítico") es especialmente marcada: el nilótico oriental y el meridional tienen formas flexivas pronominales que no se encuentran en la rama nilótica occidental.

### Gramática
Casi todas las lenguas nilóticas orientales y meridionales tienen orden VSO, tienen concordancia con el sujeto y también concordancia con el objeto cuando este es una forma de 1ª o 2ª persona (aunque el lotuho no tiene concordancia de objeto y a veces presenta orden SVO, el Bari es una excepción a esta regla porque tienen SVO y carece de concordancia). Las lenguas nilóticas occidentales tienen todas orden SVO (o más propiamente TVC, Tópico Verbo Comentario). Además estas lenguas suelen usar auxiliares preverbales que frecuentemente van acompañados de clíticos de persona.

### Comparación léxica
Los numerales en diferentes lenguas nilóticas son:
| GLOSA | Nilótico Mer.-Or.          | Nilótico Mer.-Or.        | PROTO- NILÓTICO OCCIDENTAL | PROTO- NILÓTICO |
| GLOSA | PROTO- NILÓTICO MERIDIONAL | PROTO- NILÓTICO ORIENTAL | PROTO- NILÓTICO OCCIDENTAL | PROTO- NILÓTICO |
| ----- | -------------------------- | ------------------------ | -------------------------- | --------------- |
| '1'   | *a-kɛːŋ-                   | *-bo-i-                  | *-kyɛl                     | *-kyɛ-          |
| '2'   | *a-reːŋ                    | *a-rei                   | *-rɛw                      | *a-ʀyɛw         |
| '3'   | *sɔmɔk                     | *-xuni                   | *-dyak                     | *däk            |
| '4'   | *ɑ-ŋwɑn                    | *-ŋwan                   | *-ŋwan                     | *(ɔ)ŋwan        |
| '5'   | *muːt-                     | *miet-                   | *-bɨc *-d̪yɨc               | *mut- ~ *mɨt-   |
| '6'   | *lah                       | *5+1                     | *-bɨ-kyɛl                  | *5+1 (?)        |
| '7'   | *tisɔp                     | *5+2                     | *-bɨ-rɛw                   | *5+2 (?)        |
| '8'   | *sis-iːt                   | *5+3                     | *-bɨ-dyak                  | *5+3 (?)        |
| '9'   | *sɔkɔːl                    | *5+4                     | *-bɨ-ŋwan                  | *5+4 (?)        |
| '10'  | *tɑmɑn                     | *tɔmɔn                   | *-paar                     | *tɔmɔn          |
Nótese la similaidad de algunos numerales del nilótico meridional con los encontrados en parte de las lenguas cushitas orientales: 6 *leħ- (cushita meridional *laħoːʔ), 7 *tadba, 8 *siddeti, 9 *sagal, 10 *taman. Y también algunos numerales de las lenguas omóticas: 6 *laxi (omótico meridional), 8 (dizoide), 10 *taɓ- (general). Dichas similitudes se deben sin duda a préstamos léxicos entre ambos grupos de lenguas.